# Samira Wiley
Samira Denise Wiley(Washington, D.C., 15 de abril de 1987) é uma atriz e modelo norte-americana, mais conhecida pelos seus papéis como Poussey Washington na série Orange Is the New Black, da Netflix e como Moira na série The Handmaid's Tale, da Hulu. Por The Handmaid's Tale foi indicada ao Emmy do Primetime de melhor atriz coadjuvante em série dramática em 2017 e venceu na categoria de melhor atriz convidada em série dramática em 2018.

## Filmografia

### Cinema
| Ano  | Título         | Papel        |  |
| ---- | -------------- | ------------ |  |
| 2011 | The Sitter     | Tina         |  |
| 2012 | Being Flynn    | Asha         |  |
| 2014 | Rob the Mob    | Annie Bell   |  |
| 2016 | Nerve          | Hacker Kween |  |
| 2016 | 37             | Joyce Smith  |  |
| 2017 | Detroit        | Vanessa      |  |
| 2018 | Social Animals | Lana         |  |
| TBA  | Causeway       |              |  |

### Televisão
| Ano       | Título                                  | Papel              |
| --------- | --------------------------------------- | ------------------ |
| 2011      | Unforgettable                           | Gina               |
| 2012      | Person of Interest                      | Triage Nurse       |
| 2013–2017 | Orange Is the New Black                 | Poussey Washington |
| 2015      | Law & Order: Special Victims Unit       | Michelle           |
| 2016      | The Catch                               | Nia Brooks         |
| 2016      | You're The Worst                        | Justina Jordan     |
| 2016      | Lip Sync Battle                         | Ela mesma          |
| 2017      | Last Week Tonight with John Oliver      | Cientista Forense  |
| 2017–2025 | The Handmaid's Tale                     | Moira              |
| 2017–2019 | Ryan Hansen Solves Crimes On Television | Jessica Mathers    |
| 2019      | Love, Death & Robots                    | Colby Cutter       |
| 2020      | Night on Earth                          | Narradora          |

### Jogos de vídeo
| Ano  | Título                     | Papel    | Notas |
| ---- | -------------------------- | -------- | ----- |
| 2016 | The Walking Dead: Michonne | Michonne | Voz   |

## Prêmios e Indicações

#### Emmy Awards
| Ano  | Categoria                                   | Indicação           | Notas    |
| ---- | ------------------------------------------- | ------------------- | -------- |
| 2017 | Melhor Atriz Coadjuvante em Série Dramática | The Handmaid's Tale | Indicado |
| 2018 | Melhor Atriz Convidada em Série Dramática   | The Handmaid's Tale | Venceu   |
| 2020 | Melhor Atriz Coadjuvante em Série Dramática | The Handmaid's Tale | Indicado |
| 2021 | Melhor Atriz Coadjuvante em Série Dramática | The Handmaid's Tale | Indicado |